# Il racconto del cappellano delle monache
Il racconto del cappellano delle monache (The Nun's Priest's Tale) è la ventesima novella de I racconti di Canterbury di Geoffrey Chaucer

## Trama

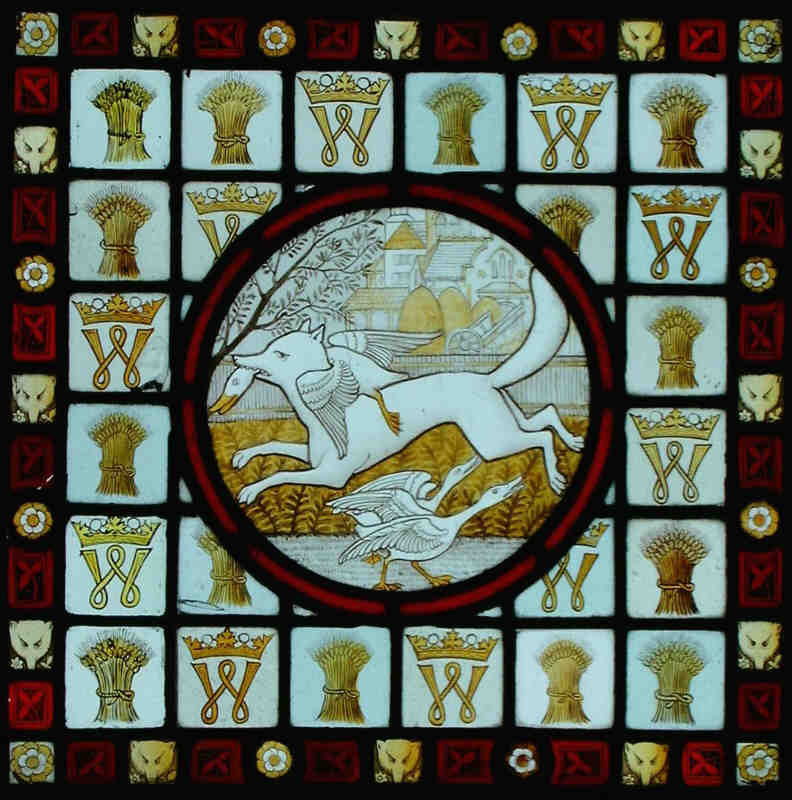
Reynard la volpe, vetro decorato da Clement James Heaton (1824-82)

In un cottage vive una vedova madre di due figlie che possiede molti animali, tra i quali spiccano un gallo molto bello di nome Chanticleer e sette galline, di cui in particolare una, Lady Pertelote, è stata l'amante preferita di Chanticleer sin da quando erano pulcini.
Una mattina Chanticleer si sveglia di soprassalto e racconta a Pertelote di aver avuto un incubo, sognando che uno strano animale (dalla descrizione si evince che si tratta di una volpe) si avvicinava al pollaio per ucciderlo e mangiarselo. Chanticleer crede che si tratti di un sogno premonitore, ma Pertelote, deridendolo, gli dà del codardo in quanto crede a un sogno provocato solo da un'indigestione. Il gallo, per convincerla, le racconta svariati eventi nei quali i sogni si sono poi trasformati in realtà, alcuni biblici, altri provenienti da storie popolari.
Quella stessa mattina Chanticleer, che non aveva mai visto una volpe prima, ne vede entrare una nel suo pollaio. La volpe, per catturarlo, gli dice che vorrebbe sentirlo cantare in quanto lui notoriamente canta molto bene, e lo convince a cantare con gli occhi chiusi; il gallo stupidamente fa come gli viene detto e viene azzannato dalla volpe. Tutto il villaggio si mette quindi alla caccia della volpe, la quale scappa con il gallo in bocca, inseguita dagli altri animali della fattoria, e si rifugia in un bosco vicino. Chanticleer furbamente dice alla volpe di gridare agli inseguitori che non li raggiungeranno mai prima di mangiarselo, cosa che la volpe fa. Appena la volpe apre la bocca, il gallo scappa dalle sue fauci e vola sugli alberi salvandosi.